# Liberale Partei (Japan, 1881–1884)
Die Liberale Partei (japanisch 自由党/zeitgenössisch 自由黨 Jiyūtō, englisch Liberal Party) war eine politische Partei im Japanischen Kaiserreich in der Meiji-Zeit.

## Geschichte
Die erste Liberale Partei Japans wurde am 18. Oktober 1881 von Itagaki Taisuke und anderen Mitgliedern der Bewegung für Freiheit und Bürgerrechte (自由民権運動 Jiyū Minken Undō, englisch Freedom and People's Rights Movement) gegründet, um für die Errichtung einer Nationalversammlung zu kämpfen, deren Mitgliedschaft auf den Idealen der liberalen Demokratie unter einer konstitutionellen Monarchie basiert. Es zog eine große Anhängerschaft von ehemaligen Samurai an, die unzufrieden waren, da sie keine elitäre Klasse mehr waren und auch keine Stipendien mehr von der Regierung erhielten. Die Liberale Partei hatte es auch auf das Wahlrecht für Samurai abgezielt sowie eine gewählte Versammlung in jeder Präfektur. Itagaki war Parteichef und Nakajima Nobuyuki Vizepräsident. Weitere bemerkenswerte Mitglieder waren zudem Gotō Shōjirō, Baba Tatsui, Suehiro Tetcho, Ueki Emori und Nakae Chōmin.
Die Meiji-Regierung sah das Wachstum der Liberalen Partei mit Bedenken und vermutete, dass sie Tendenzen zum Republikanismus beherbergt. Die Partei wurde auch durch Bauernaufstände in ländlichen Gebieten verwundbar gemacht, die von lokalen Parteimitgliedern angeführt oder inspiriert wurden. Die Liberale Partei stimmte am 29. Oktober 1884, am Vorabend des Chichibu-Zwischenfalls, für die Auflösung der Partei.
1878 hatte die Regierung die landesweite Einrichtung von gewählten Präfekturversammlungen gewährt, 1881 versprach sie auch die Einrichtung einer Verfassung und einer Nationalversammlung innerhalb von zehn Jahren, was schließlich 1890 mit Inkrafttreten der Meiji-Verfassung in Form des Reichstags mit zumindest einer gewählten Kammer umgesetzt wurde. Auch in Vorbereitung darauf reorganisierten sich die Politiker der liberalen Bewegung: 1887 organisierte Gotō Shojirō einige Mitglieder der ehemaligen Liberalen Partei zu einer prototypischen Partei namens Daidō Danketsu Bewegung. Diese Gruppe teilte sich im März 1889 in zwei Gruppen auf: Daidō Club unter Kōno Hironaka und Daidō Kyōwakai unter Ōi Kentarō und Nakae Chōmin. Im Jahr 1890 wurden sie von Itagaki Taisuke zur Konstitutionellen Liberalen Partei zusammengeführt, die später in Liberale Partei umbenannt wurde. Einige Politiker, die Gotō unterstützten, schlossen sich dieser Partei nicht an und gründeten die Nationalliberale Partei (国民自由党 Kokumin Jiyutō, englisch National Liberal Party).